# Ipomoea tuxtlensis
Ipomoea tuxtlensis ist eine Pflanzenart aus der Gattung der Prunkwinden (Ipomoea) aus der Familie der Windengewächse (Convolvulaceae). Die Art ist in Amerika verbreitet. Nach R. Govaerts muss sie den Namen Ipomoea peteri (Kuntze) Staples & Govaerts tragen.

## Beschreibung
Ipomoea tuxtlensis ist eine krautige Kletterpflanze, die meist komplett sehr dicht behaart ist. Die Laubblätter sind lang gestielt, die Blattspreite ist eiförmig-herzförmig oder abgerundet-herzförmig, an der Basis tief herzförmig bis abgeschnitten, ganzrandig oder meist dreigelappt und 5 bis 15 cm lang. Die Lappen sind spitz oder abgestumpft. Die Blattoberseite ist dicht filzig mit anliegenden Trichomen behaart, die Unterseite ist mit glänzenden Trichomen seidig behaart.
Die Blütenstände bestehen aus wenigen bis vielen Blüten. Die Blütenstandsstiele sind meist weniger als 2 cm lang, die kräftigen Blütenstiele nur 4 bis 5 mm. Die Kelchblätter sind nahezu gleich geformt, 10 bis 12 mm lang, langgestreckt-eiförmig. Die äußeren sind dicht seidig behaart und an der Spitze abgerundet, die inneren sind vollständig oder nahezu unbehaart und abgestumpft. Die Krone ist weinrot gefärbt, eng glockenförmig und 3,5 bis 6 cm lang, der Kronsaum ist 2 bis 3 cm breit.
Die Früchte sind kugelförmige, unbehaarte Kapseln mit einem Durchmesser von 1 cm, die dicht mit langen Haaren wollig behaart sind.

## Verbreitung
Die Art ist im Süden Mexikos, in Guatemala, Britisch-Honduras, Nicaragua und Panama verbreitet. Sie wächst dort in feuchten oder nassen Dickichten, oftmals auch an felsigen Standorten, in Höhenlagen von weniger als 450 m.